# Atletica leggera ai Giochi della XI Olimpiade - 800 metri piani

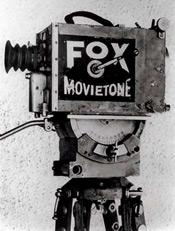
Video della Finale (durata: 2'48")

La competizione degli 800 metri piani maschili di atletica leggera ai Giochi della XI Olimpiade si è disputata nei giorni dal 2 al 4 agosto 1936 allo Stadio Olimpico di Berlino.

## L'eccellenza mondiale
| Campione olimpico 1932       | 1'49"8        | Tommy Hampson    | Ritirato     |
| Coprimatista mondiale (1934) | 1'49"8 (880y) | Benjamin Eastman | 6º ai Trials |
| Primatista stagionale        | 1'49"9        | John Woodruff    | Presente     |

1. ↑  Fino al 31 luglio.

## La gara
Il miglior tempo dei turni preliminari è di John Woodruff (americano di colore vincitore dei Trials) con 1'52"7. Tra i favoriti per l'oro c'è anche Mario Lanzi, campione europeo in carica.

La finale è una gara tattica: il primo giro viene corso in un lento 57"4. Si decide tutto all'ultima curva. Woodruff si trova imbottigliato nel gruppo. Con un trucco si sfila dal mucchio e poi, dalla terza corsia fa partire un allungo irresistibile che gli permette di involarsi verso l'oro.

Dalla terza piazza rinviene l'italiano Mario Lanzi che agguanta la medaglia d'argento.

## Risultati

### Turni eliminatori
| 6 Batterie   | 2 agosto | 43 iscritti   | Si qualificano i primi 4. |
| 3 Semifinali | 3 agosto | 8 + 8 + 8     | Si qualificano i primi 3. |
| Finale       | 4 agosto | 9 concorrenti |                           |

### Batterie
| Pos. | Atleta              | Nazione     | Tempo  |
| ---- | ------------------- | ----------- | ------ |
| 1    | Phil Edwards        | Canada      | 1'53"7 |
| 2    | Chuck Hornbostel    | Stati Uniti | 1'53"7 |
| 3    | Jean Verhaert       | Belgio      | 1'54"3 |
| 4    | Ferenc Temesvári    | Ungheria    | 1'55"0 |
| 5    | Pierre Hemmer       | Lussemburgo | 1'56"3 |
| 6    | Rudolf Harbig       | Germania    | 1'56"8 |
| 7    | Francisco Váldez    | Perù        |        |
| 8    | Stavros Velkopoulos | Grecia      |        |

| Pos. | Atleta           | Nazione       | Tempo  |
| ---- | ---------------- | ------------- | ------ |
| 1    | Harry Williamson | Stati Uniti   | 1'56"2 |
| 2    | Ab Conway        | Canada        | 1'56"2 |
| 3    | Pat Boot         | Nuova Zelanda | 1'56"6 |
| 4    | Emil Hübscher    | Austria       | 1'57"3 |
| 5    | Emil Goršek      | Jugoslavia    | 1'59"5 |
| 6    | Carlos Marcenaro | Perù          | 2'00"8 |

| Pos. | Atleta            | Nazione          | Tempo  |
| ---- | ----------------- | ---------------- | ------ |
| 1    | Brian MacCabe     | Gran Bretagna    | 1'54"5 |
| 2    | Raymond Petit     | Francia          | 1'54"8 |
| 3    | Hjalle Johannesen | Norvegia         | 1'54"9 |
| 4    | Ewald Mertens     | Germania         | 1'55"1 |
| 5    | Clarke Scholtz    | Sudafrica        | 1'57"6 |
| 6    | Toshinao Tomie    | Giappone         | 1'59"9 |
| 7    | Stanislav Otáhal  | Cecoslovacchia   |        |
| 8    | Gyan Bhalla       | India Britannica |        |

| Pos. | Atleta           | Nazione        | Tempo  |
| ---- | ---------------- | -------------- | ------ |
| 1    | Gerald Backhouse | Australia      | 1'57"7 |
| 2    | Miklós Szabó     | Ungheria       | 1'57"8 |
| 3    | John Woodruff    | Stati Uniti    | 1'58"7 |
| 4    | Frank Handley    | Gran Bretagna  | 1'58"9 |
| 5    | Evžen Rošický    | Cecoslovacchia | 1'59"5 |
| 6    | Paul Martin      | Svizzera       | 2'00"0 |
| 7    | Charles Stein    | Lussemburgo    |        |

| Pos. | Atleta                   | Nazione       | Tempo  |
| ---- | ------------------------ | ------------- | ------ |
| 1    | Jack Powell              | Gran Bretagna | 1'56"0 |
| 2    | Mario Lanzi              | Italia        | 1'56"1 |
| 3    | Franz Eichberger         | Austria       | 1'56"3 |
| 4    | József Vadas             | Ungheria      | 1'56"5 |
| 5    | Willie Botha             | Sudafrica     | 1'57"0 |
| 6    | Grigorios Georgakopoulos | Grecia        | 1'57"3 |
| 7    | Jack Liddle              | Canada        |        |

| Pos. | Atleta               | Nazione   | Tempo  |
| ---- | -------------------- | --------- | ------ |
| 1    | Juan Carlos Anderson | Argentina | 1'55"1 |
| 2    | Kazimierz Kucharski  | Polonia   | 1'55"7 |
| 3    | Wolfgang Dessecker   | Germania  | 1'56"0 |
| 4    | René Soulier         | Francia   | 1'56"1 |
| 5    | William Lindeque     | Sudafrica | 1'56"4 |
| 6    | Kumao Aochi          | Giappone  | 1'56"8 |

### Semifinali
| Pos. | Atleta               | Nazione       | Tempo  |
| ---- | -------------------- | ------------- | ------ |
| 1    | John Woodruff        | Stati Uniti   | 1'52"7 |
| 2    | Kazimierz Kucharski  | Polonia       | 1'54"7 |
| 3    | Juan Carlos Anderson | Argentina     | 1'54"8 |
| 4    | Miklós Szabó         | Ungheria      | 1'55"1 |
| 5    | Wolfgang Dessecker   | Germania      | 1'55"3 |
| 6    | Franz Eichberger     | Austria       | 1'56"2 |
| 7    | Pat Boot             | Nuova Zelanda |        |
| 8    | Frank Handley        | Gran Bretagna |        |

| Pos. | Atleta           | Nazione       | Tempo  |
| ---- | ---------------- | ------------- | ------ |
| 1    | Harry Williamson | Stati Uniti   | 1'53"1 |
| 2    | Gerald Backhouse | Australia     | 1'53"2 |
| 3    | Phil Edwards     | Canada        | 1'53"2 |
| 4    | Jack Powell      | Gran Bretagna | 1'54"8 |
| 5    | Ewald Mertens    | Germania      | 1'54"9 |
| 6    | René Soulier     | Francia       | 1'56"8 |
| 7    | Emil Hübscher    | Austria       |        |
| 8    | József Vadas     | Ungheria      |        |

| Pos. | Atleta            | Nazione       | Tempo  |
| ---- | ----------------- | ------------- | ------ |
| 1    | Chuck Hornbostel  | Stati Uniti   | 1'53"2 |
| 2    | Mario Lanzi       | Italia        | 1'54"1 |
| 3    | Brian MacCabe     | Gran Bretagna | 1'55"4 |
| 4    | Raymond Petit     | Francia       | 1'55"7 |
| 5    | Ab Conway         | Canada        | 1'55"9 |
| 6    | Hjalle Johannesen | Norvegia      | 1'56"0 |
| 7    | Ferenc Temesvári  | Ungheria      |        |
| 8    | Jean Verhaert     | Belgio        |        |

### Finale
| Pos.    | Atleta               | Età | Nazione       | Tempo  |
| ------- | -------------------- | --- | ------------- | ------ |
| Oro     | John Woodruff        | 21  | Stati Uniti   | 1'52"9 |
| Argento | Mario Lanzi          | 21  | Italia        | 1'53"3 |
| Bronzo  | Phil Edwards         | 28  | Canada        | 1'53"6 |
| 4       | Kazimierz Kucharski  | 27  | Polonia       | 1'53"8 |
| 5       | Chuck Hornbostel     | 24  | Stati Uniti   | 1'54"6 |
| 6       | Harry Williamson     | 23  | Stati Uniti   | 1'55"8 |
| 7       | Juan Carlos Anderson | 23  | Argentina     |        |
| 8       | Gerald Backhouse     | 23  | Australia     |        |
| 9       | Brian MacCabe        | 22  | Gran Bretagna |        |